# 焦源溥
焦源溥（？—1644年），字涵一，陝西三原縣人。明末政治人物。

## 生平
萬曆三十七年（1609年）己酉科陝西鄉試舉人。萬歷四十一年（1613年）三甲進士。歷任沙河、浚縣知縣。考最，召授御史。熹宗即位，朝議移宮案，焦源溥上疏，要求嚴懲崔文升等，慷慨陳詞，滿朝皆驚。天启二年（1622年），因丁憂歸里。守喪結束，巡按真定府等府，按例應轉鳳陽兵備副使。當時崔文升出鎮兩淮，於是引疾歸里。
崇禎二年（1629年），重新啟用，分巡河東道，遷任寧武參政，因軍功升任山西按察使。崇禎七年（1644年），擢升右僉都御史，巡撫大同。邊境兵事日緊，軍民缺餉，焦源溥請求賑濟不成，自劾求去，於是被罷歸。
崇禎十六年（1643年）冬，李自成攻陷關中，焦源溥與從兄焦源清同被扣押勒索，焦源溥怒目大罵，被李自成軍拔舌後支解。《明史》有傳。

## 延伸阅读
[在维基数据编辑]
 《明史卷二百六十四》，出自《明史》